# Im Focus
Im Focus ist der Sendeplatz für Dokumentationen und Reportagen aus Deutschland und der Welt im Auslandsfernsehen der DW (Deutsche Welle).
Im Focus kann weltweit von mehr als 200 Millionen Menschen gesehen werden. Zahlreiche internationale Rebroadcaster übernehmen die Dokumentationen von Im Focus. Die Themen kommen aus Politik, Wirtschaft, Wissenschaft, Zeitgeschichte, Sport, Kultur und Lifestyle.
Im Focus wird in den Sendesprachen Deutsch, Englisch (In Focus), Spanisch (Prisma) und Arabisch (في دائرة الضوء) ausgestrahlt.

## Ausstrahlung
Im Focus läuft sechs Tage die Woche und wird mehrmals wiederholt. Damit werden die Zeitzonen berücksichtigt und es wird sichergestellt, dass die Zuschauer weltweit das Doku-Programm in den jeweiligen Hauptsendezeiten empfangen können.
Die Sendezeiten werden in koordinierter Weltzeit (UTC–Universal Time Coordinated) angegeben.

## Sendeplätze
- Montag:

Die Nahaufnahme – Hintergrundberichte zu aktuellen Ereignissen aus Politik und Zeitgeschehen. Länge: 28:30
- Dienstag, Mittwoch, Donnerstag, Samstag, Sonntag:

Die Dokumentation – Analysen aus Wirtschaft, interessante Geschichten aus Wissenschaft, Kultur und Bildung, Zeitgeschehen, Freizeit und Sport. Länge: 42:30
- Samstag und Sonntag:

Die Reportage – Menschen, Schicksale, Abenteuer. Spannend, faktenreich und unterhaltsam erzählt. Länge: 26:00

## Eine Auswahl von Serien und Reihen
ECOPIA – Intelligent leben. Nachhaltig bauen. (2011/2012), Expedition Heimat (seit 2010), Von Feuerland nach Tijuana (2010), Europa – und jetzt?  (2010),  Nach dem Öl – Visionen am Golf (2010), Faszination Farbe Form (2009), Liebesgrüße aus Ramstein (2009), Merhaba Afrika (2009), wildfremd – Junge Einwanderer in Deutschland  (2007 – nominiert für den Grimme-Preis), Der durstige Planet (2003 – nominiert für den Grimme-Preis), Schriftzeichen (2001), Europa wächst (2000).
Die Dokumentationen und Reportagen von Im Focus sind mit zahlreichen internationalen und nationalen Fernsehpreisen ausgezeichnet worden.